# Septembre 2009 en France
Chronologie de la France
- 2005
- 2006
- 2007
- 2008
- 2009
- 2010
- 2011
- 2012
- 2013

Janvier - Février - Mars - Avril - Mai - Juin - Juillet - Août - Septembre - Octobre - Novembre - Décembre 2009
2007 - 2008 - 2009 dans les DOM-TOM français - 2010 - 2011
2007 par pays en Europe - 2008 par pays en Europe - 2009 par pays en Europe - 2010 par pays en Europe - 2011 par pays en Europe 

## Chronologie

### Mardi1erseptembre 2009
Politique
- Le président Nicolas Sarkozy lance la réforme de la procédure pénale visant à la suppression du juge d'instruction.

Affaires diverses
- Aéroport de Paris-Charles-de-Gaulle : Incidents entre les taxis et des policiers[1].

### Mercredi2 septembre 2009
Politique
- Taser : Le Conseil d’État a annulé le décret du ministère de l'Intérieur de 22 septembre 2008 autorisant le pistolet à impulsions électriques Taser pour les policiers municipaux, « les particularités de cette arme d’un type nouveau imposent que son usage soit précisément encadré et contrôlé » sans cependant remettre en cause le principe même de l’emploi de cette arme[2].
- Taxe carbone : Le premier ministre François Fillon indique que le gouvernement a décidé d'appliquer la taxe carbone de façon progressive, « en partant du prix de la tonne de CO2 sur le marché soit 14 euros ». Cette taxe qui entrera en vigueur en 2010 ne touchera pas l'électricité[3].

Affaires diverses
- Haute-Marne : à la suite des échauffourées du 26 août à Saint-Dizier (quartier de Vert-Bois) huit individus sont interpellés pour « violence avec armes sur des policiers et dégradations de biens publics »[4].

Culture
- Mort du chef de chœur Jean Amoureux (84 ans), créateur des Petits Chanteurs d'Asnières et cofondateur des Poppys[5].

### Jeudi3 septembre 2009
Affaires diverses
- Seine-Saint-Denis : Le ministre des Affaires étrangères Bernard Kouchner a inauguré à La Courneuve, le nouveau bâtiment des archives du Quai d'Orsay et son standard téléphonique[6].
- Champagne : Le rendement des vendanges en Champagne a été fixé à 9 700 kilos par hectare, soit une baisse de près de 25 % par rapport à 2008, pour répondre à la chute des ventes et permettre le déstockage des 1,2 milliard de bouteilles en cave[7]. Alors que les vignerons s'attendent à une récolte de champagne exceptionnelle, « tous les indicateurs laissent espérer un très grand millésime », mais préfèrent abaisser le rendement en raison de la crise qui a provoqué une baisse de 19 % des ventes[8].
- Gard : Un câble d'alimentation des aiguillages du réseau ferroviaire est sectionné à l'est de Nîmes[9].
- Hérault : Onze personnes sont interpellées à Saint-Chinian et Saint-Pons-de-Thomières dans l'enquête sur une trentaine de lettres de menaces de mort, le plus souvent accompagnées d'une balle, envoyées depuis fin 2008 à des personnalités politiques de droite, dont le président Nicolas Sarkozy. Ces personnes « se réclament de mouvements révolutionnaires », proches de l'extrême gauche[10].

### Vendredi4 septembre 2009
Politique
- Franc-maçonnerie : Le Grand Orient de France, première obédience maçonnique française,  réunit en convent à Lyon a voté ce matin à 56 % contre l’initiation des femmes dans les loges et à 58,7 % contre l’affiliation de «sœurs» déjà initiées. 1200 délégués  ont pris part au vote[11].

Économie
- Air France annonce le lancement d'un plan de l'ordre de 1 500 départs volontaires.

Sport
- Nautisme : L'Hydroptère, trimaran futuriste de navigateur Alain Thébault et son équipage, bât dans la rade d'Hyères, le record de vitesse absolue à la voile en atteignant une vitesse moyenne de 51,36 nœuds sur 500 mètres, détrônant le Français Alexandre Caizergues[12].

### Samedi5 septembre 2009
Affaires diverses
- Selon le Journal du dimanche, l'informaticien Imad Lahoud reconnaît dans un procès-verbal tenu secret jusque-là avoir rajouté le nom de Nicolas Sarkozy dans les listings Clearstream, affirmant avoir agi à la demande de Jean-Louis Gergorin et « sous la connaissance de Dominique de Villepin »[13].

Culture
- Mort du chanteur, compositeur et parolier Joël Holmès (81 ans)[14].

### Dimanche6 septembre 2009
Culture
- Mort du comédien et humoriste Sim (83 ans)[15].

### Lundi7 septembre 2009
Économie
- Patrimoine : Selon le Bureau d'information et de prévisions économiques (BIPE), la valeur du patrimoine des Français a baissé de 3 % en 2008 et 2 % en 2009. En 2008, « la très forte baisse des marchés boursiers s'est conjuguée avec une diminution assez importante des prix des logements anciens pour faire reculer à la fois le patrimoine financier et le patrimoine non financier des Français ». En 2009, la reprise des marchés boursiers a partiellement compensé la baisse liée au recul de la valeur du patrimoine immobilier, mais la baisse est due à « la diminution très sensible du montant des nouveaux placements » et un moindre recours au crédit ce qui a sinistré le marché immobilier[16].

Affaires diverses
- Seine-Saint-Denis : Démarrage du creusement du tunnel pour le prolongement sur 3,8 km de la ligne 12 du métro (mairie d'Issy-Porte de la Chapelle) jusqu'à la mairie d'Aubervilliers. La ligne va gagner trois stations « Proudhon-Gardinoux » en 2012, et « Pont de Stains » et « Mairie d'Aubervilliers » en 2013).
- Selon l'Institut de veille sanitaire (InVS) et la Direction de la sécurité civile, 934 noyades accidentelles ont provoqué entre le 1er juin et le 30 août, 284 décès[17].
- Pyrénées-Atlantiques : Affrontements à Pau (quartier de l'Ousse-des-Bois), entre « jeunes », dont huit ont été blessés et des policiers. Des arrestations auront lieu deux jours plus tard[18].

Culture
- Éric de Chassey,  professeur d'histoire des arts du XXe siècle, est nommé à la tête de l'Académie de France, dite villa Médicis, à Rome. Il succède à Frédéric Mitterrand, qui avait occupé ce poste pendant un an jusqu'à sa nomination au ministère de la Culture en juin[19].

Santé publique
- Grippe : Selon les Groupes régionaux d'observation de la grippe, la France métropolitaine est confrontée à « environ 20 000 cas par semaine » de grippe A(H1N1), une estimation nettement supérieure aux données officielles, avec un pic de 23 000 cas lors de la dernière semaine d'août. Quelque 71 800 personnes ont contracté la maladie en métropole entre le 27 juillet et le 31 août[20].

### Mardi8 septembre 2009
Économie
- Selon la FNAIM, les prix des appartements affichent sur un an un recul de 7,2 %, et ceux des maisons une baisse de 8,9 %.
- La Fédération nationale des producteurs de lait (FNPL) annonce le lancement d'un logo « Éleveurs laitiers de France » pour inciter le consommateur à acheter du lait produit, collecté et transformé en France. Les producteurs de lait sont confrontés depuis des mois à des crises successives en raison  de la grande volatilité des prix, après une flambée en 2008, les prix ont atteint cette année des plus bas historiques. Le lait importé vient surtout d'Allemagne, où le prix est environ 15 % inférieur à celui pratiqué en France[21].
- La France autorise la commercialisation d'un nouvel édulcorant d'origine naturelle, issu de la plante Stevia, le Rebaudioside A, déjà utilisé aux USA notamment, au fort pouvoir sucrant utilisée depuis longtemps par les Indiens Guarani. La France est le premier pays de l'Union européenne à autoriser cet édulcorant dont le pouvoir sucrant est 200 fois supérieur à celui du sucre[22].
- le Syndicat national de l'édition phonographique (SNEP) annonce une nouvelle baisse de 17,4 % des ventes de musique au premier trimestre 2009 et relance le débat sur le téléchargement illégal et le piratage[23].

Affaires diverses
- Var : La ministre de l'Enseignement supérieur Valérie Pécresse annonce la découverte de « graves irrégularités dans l’application des textes réglementaires régissant la procédure d’admission des étudiants étrangers et de validation de leurs études » à l'université de Toulon, dans le cadre d'un trafic présumé de diplômes au bénéfice d'étudiants chinois. « La responsabilité du président de l’université est engagée » dans ces irrégularités, selon les conclusions de l'enquête administrative menée par l’inspection générale[24].
- Bouches-du-Rhône : Un engin incendiaire a été lancé contre une école juive de Marseille faisant des dégâts matériels mais pas de victimes. Selon les premiers éléments de l'enquête, l'engin incendiaire était de fabrication artisanale et composé de trois bombes aérosol enflammées[25].
- Affaire Giraud : L'ancien garde forestier Jean-Pierre Treiber, principal suspect dans l'affaire du double meurtre en 2004 de Géraldine Giraud et de son amie Katia Lherbier, s'est évadé de la prison d'Auxerre, où il était incarcéré en attente de son procès[26].
- Ardennes : Les deux ex-dirigeants du groupe américain Catalina soupçonnés de malversations lors de la reprise, en 2004, du sous-traitant automobile Thomé-Génot, à Nouzonville sont condamnés à cinq ans de prison ferme, pour recel, banqueroute par détournement et abus de biens sociaux. L'usine employait quelque 280 personnes avant d'être placée en liquidation judiciaire, en octobre 2006. Ils ont aussi été condamnés à cinq ans d'interdiction de gérer une entreprise et à 20 millions d'euros de dommages et intérêts envers les différentes parties civiles. En 2007, le réalisateur Marcel Trillat a réalisé un documentaire, Silence dans la vallée, qui revenait sur le conflit des Thomé-Génot[27].

### Mercredi9 septembre 2009
Politique
- Le ministre de l'Immigration et de l'Identité nationale Éric Besson lance la nouvelle procédure de « visa long séjour valant titre de séjour » remplaçant la carte de séjour.

Affaires diverses
- Le ministre de l'Intérieur Brice Hortefeux met le préfet Paul Girod à la retraite d'office à la suite de son altercation au mois d'août avec des agents de sécurité de l'aéroport d'Orly.

### Jeudi10 septembre 2009
Politique
- Le président Nicolas Sarkozy officialise l'instauration à partir du 1er janvier 2010 de la taxe carbone, préconisée par le rapport de Michel Rocard. Le prix est fixé à 17 euros par tonne de CO2 émise. Il s'agit d'« une taxe carbone universelle et payée par tous les consommateurs d'énergies fossiles ».
- L'eurodéputé d'Europe Écologie Yannick Jadot estime que la « taxe carbone ne permettra pas de réduire sérieusement les consommations d'énergie, ni d'engager une transition vers des énergies propres […] Non seulement le signal commence trop bas, mais il a toutes les chances de ne jamais atteindre les 100 euros en 2030 que recommandent les experts [...] En n'intégrant pas l'électricité, la taxe carbone va intensifier le recours au chauffage électrique »[28].
- Haute-Garonne : La ministre de l'Enseignement supérieur Valérie Pécresse annonce une dotation de 350 millions d'euros pour le projet de rénovation du campus universitaire de Toulouse, un des douze sites retenus dans « l'Opération campus » de rénovation immobilière des universités afin de créer de « grands campus français de niveau mondial ».

Économie
- Début du mouvement des producteurs de lait, qui se disent étranglés par la grande distribution, pour une grève des livraisons jusqu'au 24 septembre.
- Selon la Fédération du e-commerce et de la vente à distance (Fevad), les ventes sur internet en France ont bondi de 25 % sur un an malgré la crise, soutenues par l'arrivée de milliers de nouveaux sites marchands et par des cyberacheteurs toujours plus nombreux, qui passent des commandes un peu moins onéreuses mais plus nombreuses. Sur l'ensemble de l'année, le chiffre d'affaires du commerce électronique devrait s'élever à 25 milliards d'euros en 2009[29].

Affaires diverses
- Début d'une polémique au sujet d'une vidéo montrant Brice Hortefeux faisant une plaisanterie sur les Maghrébins, le 5 septembre lors de l'université d'été des jeunes de l'UMP à Seignosse.
- Mort du sénateur socialiste André Lejeune (74 ans).
- Pyrénées-Atlantiques : La cour d'appel de Pau a condamné le chasseur René Marquèze, qui a tué en novembre 2004 l'ourse Cannelle, la dernière ourse de source pyrénéenne, à payer près de 11 000 euros d'amendes à sept associations écologistes. Poursuivi pour « destruction d'espèce protégée », il avait été relaxé en première instance par le tribunal correctionnel de Pau en avril 2008[30].

### Vendredi11 septembre 2009
Affaires diverses
- Dans l'affaire des transferts douteux du Paris Saint-Germain (PSG) entre 1998 et 2003, 17 personnes sont renvoyés en correctionnelle dont les anciens présidents Francis Graille et Laurent Perpère, ainsi que plusieurs agents de joueurs, le PSG en tant que personne morale et l'équipementier sportif Nike France[31].

Culture
- Mort à Paris du photographe Willy Ronis (99 ans).

### Dimanche13 septembre 2009
Politique
- La liste conduite par le député PS Jean-Claude Pérez, soutenue par le Modem et par les Verts, remporte l'élection municipale de Carcassonne organisée à la suite de l'invalidation pour fraude de l'élection de 2008 avec 54,03 % des voix[32].

Affaires diverses
- Gard : Le Commissariat à l'énergie atomique (CEA) et EDF ont officiellement mis un terme à l'exploitation du réacteur nucléaire Phénix « à neutrons rapides » de 25 mégawatts, sur le site de Marcoule. Outil de recherche, ce prototype de surgénérateur a produit quelque 26 milliards de kilowatts-heures en 35 ans. Son démantèlement devrait commencer en 2012 et s'étaler sur 15 ans[33].
- Loire : Trois hommes ont attaqué à Roanne la discothèque Le Club 50 à coup de cocktails Molotov[34].

### Lundi14 septembre 2009
Économie
- Selon le Haut commissariat aux solidarités actives contre la pauvreté, 1,47 million de foyers  ont perçu le Revenu de solidarité active (RSA), dont 336 000 travailleurs modestes[35].
- Le président Nicolas Sarkozy affirme faire sienne les idées d'une commission d'experts présidée par le prix Nobel américain Joseph Stiglitz, afin que la comptabilité nationale prenne en compte certains services comme la garde d’enfants, le ménage, le bricolage, réalisés dans le cadre familial sans appel à des emplois salariés[36],[37].

Affaires diverses
- Vaucluse : Les gendarmes ont démantelé un réseau de trafic de cannabis et de cocaïne; 11 personnes ont été arrêtées à Sorgues[38].

### Mardi15 septembre 2009
Politique
- L'Assemblée nationale a adopté le projet de loi Hadopi 2 contre le téléchargement illégal, par 285 voix contre 225.
- Le règlement européen d'Obligation de service public qui doit déréguler le transport public en France s'appliquera à partir de décembre, tous les nouveaux transports s'ouvrant à la concurrence. La Régie autonome des transports parisiens pourrait conserver son monopole sur les lignes de métro et RER qu'elle gère déjà jusqu'en 2039, sur les autobus jusqu'en 2024 et sur les tramways jusqu'en 2029[39].
- Le porte-parole des députés PCF Roland Muzeau, indique soupçonner une « infiltration » de l’Église de Scientologie au ministère de la Justice, en réaction à la modification législative interdisant la dissolution d'une secte pour escroquerie[40].

Économie
- Le secrétaire d’État chargé des PME Hervé Novelli indique que seuls 43 % des 70 000 autoentrepreneurs créés au premier semestre ont déclaré une activité pour 180 millions d'euros, mais estime que 300 000 autoentreprises devraient être créées en 2009 avec un revenu global d'un milliard d'euros[41].

### Mercredi16 septembre 2009
Politique
- Le ministre de l’Écologie Jean-Louis Borloo annonce que l’État consacrera plus de 7 milliards d'euros au développement des infrastructures du fret ferroviaire d'ici 2020, afin de favoriser le report de la route vers le rail.
- Selon l'Union sociale pour l'habitat (USH), réunie en congrès, le logement social joue un « rôle d'amortisseur social de premier plan » face à la crise, bien que, depuis 30 ans, les locataires des HLM se « paupérisent » avec le départ des classes moyennes. « 44 % du quart le plus pauvre de la population se trouvent dans le parc HLM en 2008 contre 13 % en 1973 ». « La mise en place du nouveau supplément de loyer solidarité (surloyer) risque fort d'accentuer rapidement ces tendances lourdes, qui vont à l'encontre de la mixité sociale des HLM », en poussant les plus aisés des locataires à aller dans le privé ou à devenir propriétaires[42].
- Jean-Marie Le Pen dénonce le « revirement » du président Nicolas Sarkozy sur les tests ADN appliqués au regroupement familial des immigrés[43].

Affaires diverses
- Affaire Rachid Ramda : Condamné à la prison à perpétuité assortie d'une peine de sûreté de vingt-deux ans, le 26 octobre 2007 pour son implication dans les attentats de 1995 à Paris, l'islamiste algérien est jugé devant la cour d'assises spéciale de Paris. Il avait été reconnu coupable de complicité d'assassinat et de tentatives d'assassinats pour l'attentat meurtrier du 25 juillet 1955 à la station Saint-Michel (8 morts, 150 blessés) et deux autres perpétrés en octobre de la même année aux stations Maison-Blanche et Musée-d'Orsay, qui avaient fait des dizaines de blessés[44].
- Pas-de-Calais : Un groupe de pédomanes est démantelé à Boulogne-sur-Mer.  Un père est soupçonné d'avoir violé ses deux filles pendant cinq ans avec son frère et un couple de voisins, durant des séances souvent filmées[45].

Culture
- Mort de Filip Nikolic, membre des 2Be3.

Santé publique
- Grippe: Le réseau Sentinelles de l'ISERM, annonce que le nombre de nouveaux cas de grippe clinique en France métropolitaine est estimé à 103 000 pendant la semaine du 7 au 13 septembre, un niveau « très au-dessus du seuil épidémique ».

### Jeudi17 septembre 2009
Économie
- La commissaire européenne chargée de la défense des consommateurs, Meglena Kuneva, dénonce les banques françaises qui comptent en Europe parmi les championnes des frais cachés élevés et incompréhensibles pour leurs clients, mais aussi espagnoles, italiennes et autrichiennes, considérées comme les plus onéreuses pour leurs services et accusées de cacher les frais imputés aux comptes de leurs clients et de ne pas suffisamment les informer[46].

Affaires diverses
- Paris et Narbonne : La police démantèle un réseau de prostitution d'escort girls des pays de l'Est de l'Europe. 5 personnes ont été interpellées[47].

### Vendredi18 septembre 2009
Politique
- Le Parti socialiste annonce avoir radié en septembre environ 48 000 adhérents non à jour de leurs cotisations depuis deux ans. Cette opération, lancée par Martine Aubry en février, a été menée en concertation avec « toutes les tendances du parti » afin qu'il n'y ait « plus aucun doute » lors des votes. Le nombre des adhérents à jour depuis au moins deux ans est de 203 000[48].
- Selon l'Association française pour le nommage internet en coopération (Afnic), plus de 1,5 million de noms de domaine se terminent désormais en « .fr », une extension qui a connu en un an une croissance de 25 %. Lancé en septembre 1986, le .fr a longtemps été handicapé par des règles d'attribution restrictives. En 2002, soit 16 ans après son lancement, il ne comptait ainsi que 100 000 noms de domaine, 500 000 noms en juillet 2006 et un million en janvier 2008[49].

Économie
- Le groupe pharmaceutique français Sanofi-Aventis annonce le rachat pour 4 milliards de dollars de la participation de son concurrent américain Merck dans leur coentreprise Merial, spécialiste de la santé animale[50].

Affaires diverses
- La Cour d'appel de Colmar a débouté les rescapés et proches des victimes du crash du Mont Sainte-Odile (87 morts et 9 survivants en 1992), qui réclamaient la condamnation de l’État pour durée excessive de l'instruction[51].
- Bouches-du-Rhône : Des eaux contenant des hydrocarbures ont débordé des bassins de récupération du site pétrochimique de groupe LyondellBasell (ex-Shell) vers l'étang de Berre à la suite de violents orages[52].
- Maine-et-Loire : Échauffourées à Angers entre « jeunes » et policiers à la suite d'un refus d’obtempérer et fuite d'un véhicule contrôlé[53].

### Samedi19 septembre 2009
Politique
- L'Assemblée nationale adopte une série de mesures censées améliorer la vie des détenus, dont une qui les autorise à se pacser, et d'autres qui assouplissent les conditions de rapprochement familial[54].

Affaires diverses
- Euro Millions : Un joueur des Bouches-du-Rhône a remporté ce soir la cagnotte de 100 millions d'euros mise en jeu.

Culture
- Paris : 11e Techno Parade rassemblant plus de 400 000 personnes.
- Ardennes : Le groupe d'hebdomadaires régionaux Sogemedia sort un nouvel hebdomadaire « La Semaine des Ardennes », tiré initialement à 9 000 exemplaires et basé à Charleville-Mézières. Il propose aussi un site Web et emploie dix personnes dont quatre journalistes. Le groupe Sogemedia comprend 21 titres[55].
- Le ministre de la Culture, Frédéric Mitterrand, annonce la création d'un observatoire du jeu vidéo sous l’égide du Centre national du cinéma et de l'image animée (CNC), afin de mieux connaître ce secteur et de pouvoir soutenir la création française[56].

### Dimanche20 septembre 2009
Politique
- le ministre du travail Xavier Darcos annonce le maintien global des avantages dont bénéficient les mères salariées du secteur privé pour leur retraite, tout en les ouvrant à certains pères sous condition. Le dispositif qui accorde aux seules femmes jusqu'à deux ans de majoration de durée d'assurance vieillesse (MDA) par enfant élevé, avait été jugé discriminatoire pour les hommes et remis en cause après que la Cour de cassation, s'appuyant sur la Cour européenne des droits de l'homme, eut jugé que les hommes devaient bénéficier des mêmes avantages.
- Hautes-Alpes, le conseiller général socialiste Gérard Fromm gagne l'élection municipale de Briançon avec 52,67 % des voix au second tour contre Monique Estachy (UMP) vice-présidente du conseil général. Le maire sortant Alain Bayrou (UMP), démissionnaire, avait été déclaré inéligible pour un an par le Conseil d’État à cause d'irrégularités lors de la campagne[57].

Affaires diverses
- Var : Une centaine de « jeunes » en bande ont dégradé le train TER Les Arcs-Vintimille. La police a interpellé quatre d'entre eux à Mandelieu[58].
- Mort de la résistante Madeleine Jégouzo (95 ans), déportée à Auschwitz-Birkenau en compagnie de Marie-Claude Vaillant-Couturier et de Danielle Casanova[59].

Sport
- Schladming : Le Français Julien Absalon, double champion olympique  2004-2008 et vice-champion du monde de VTT, remporte la Coupe du monde de cross-country pour la 5e fois 2003, 2006, 2007 et 2008.

Culture
- Journées du patrimoine : Selon le ministère de la Culture, plus de 12 millions de visiteurs, un chiffre égal à celui de l'an dernier, ont participé ce week-end à la 26e édition des Journées européennes du Patrimoine. Quelque 15 772 monuments et sites (contre 15 168 en 2008) étaient ouverts à la visite, quelquefois exceptionnellement comme certains lieux du pouvoir (palais de l'Élysée, Matignon, ministères...)[60].

### Lundi21 septembre 2009
Politique
- Le maire de Lyon Gérard Collomb rompt avec Ségolène Royal qu'il juge « insaisissable » et dans « l'improvisation » permanente[61].

Affaires diverses
- Paris : Ouverture du procès de cinq personnes soupçonnées d'être impliquées dans l'affaire Clearstream, dont l'ancien premier ministre Dominique de Villepin. L'avocat du journaliste Denis Robert, poursuivi pour avoir détenu les listings authentiques de la chambre de compensation, estime que son client n'avait fait que son métier d'enquêteur et d'écrivain enquêtant sur Clearstream.  Les listings ont été falsifiés par d'autres[62].
- Val-d'Oise : Selon la radio France bleu, 11 lycéens ont été violemment agressés par des bandes de quinze à vingt « jeunes »  à coups de barre de fer depuis le début de l'année scolaire en se rendant au lycée René-Cassin à Gonesse. Selon le maire socialiste Jean-Pierre Blazy, « il s'agit de violences crapuleuses, de racket et de vols à proximité du lycée »[63].
- Le nouveau livre de l'ancien président Valéry Giscard d'Estaing, La Princesse et le président, sur une relation entre lui et la princesse Diana, crée la polémique en Grande-Bretagne[64],[65],[66].

### Mardi22 septembre 2009
Affaires diverses
- Une importante opération de police procède au démantèlement médiatisé de la « jungle de Calais » où s'étaient installés environ 800 migrants illégaux depuis la fermeture en 2004 du centre de Sangatte. 276 personnes ont été interpellés, dont 111 « se déclarant mineurs isolés », les autres ont pu s'enfuir, l'opération ayant été éventée[67].Une dizaine d'interpellations de passeurs se sont déroulés en marge de l'évacuation de la "jungle" de Calais[68].
- L'homme suspecté d'avoir envoyé des lettres de menaces, contenant parfois des balles, à des figures politiques dont Nicolas Sarkozy a été déféré au parquet de Paris qui a ouvert une information judiciaire pour « menaces de mort matérialisées par des écrits et objets » et « infraction à la législation sur les munitions »[69].

### Mercredi23 septembre 2009
Politique
- Le président Nicolas Sarkozy affirme que l'ère des paradis fiscaux et du secret bancaire était « terminée » et appelle le sommet du G20 de Pittsburgh à prévoir des « sanctions » contre les territoires non coopératifs. Il refuse aussi de céder au « chantage » du président iranien Mahmoud Ahmadinejad qui a suggéré un échange de prisonniers dans l'affaire de la française Clotilde Reiss assignée à l'ambassade de France à Téhéran.
- Le Sénat vote une loi interdisant les stages en entreprise hors cursus pédagogique dans le cadre de l'examen du projet de loi sur la formation professionnelle[70].
- Le secrétaire d’État aux transports Dominique Bussereau demande « au directeur général de l'aviation civile, Patrick Gandil, de lui faire parvenir dans les 24 heures des éléments d'analyse et d'information sur les événements rapportés » dans un article du Figaro qui rapporte que les contrôleurs aériens travaillent « quasiment à mi-temps dans la plus parfaite illégalité »  et « plusieurs incidents liés à un sous-effectif en tour de contrôle » ont été rapportés par des pilotes d'Air France[71]. Le directeur général de l'aviation civile, Patrick Gandil, dément les informations de presse mettant en cause le travail des aiguilleurs du ciel, assurant qu'il n'y avait pas de « difficultés " dans le contrôle aérien[72].
- Les ministres de l'Intérieur Brice Hortefeux et du Budget Éric Woerth, annoncent que 50 agents du fisc vont être déployés dans 43 quartiers difficiles de 17 départements afin de « frapper au portefeuille » les trafiquants de drogue en « mettant l'accent sur leur train de vie » et « traquer l'économie souterraine »[73].
- Assemblée des départements de France (ADF). Le mouvement réuni en congrès à Clermont-Ferrand, menace le gouvernement de ne plus participer au financement de projets nationaux de la compétence de l’État pour s'opposer à la réforme de la fiscalité locale. Les départements de droite ont refusé de participer au vote, en raison « de divergences importantes, en particulier sur le plan technique et sur le plan politique ». Les départements menacent également « d'engager devant les juridictions compétentes le recouvrement des sommes dues par l’État pour soulager les collectivités locales de charges que le gouvernement leur transfère »[74].
- Gironde : Procès sur deux jours à la Cour d'appel de Bordeaux de José Bové (député européen d'Europe Écologie) et de 11 autres « faucheurs volontaires » pour la dégradation d'un silo de maïs transgénique en novembre 2006 à Lugos (Gironde). Selon José Bové : « On est en train d'instruire des actions qui ont contribué à faire évoluer le droit en France (...) On a affaire à des événements qui ont eu lieu en décembre 2006, avant que la législation sur les OGM ne soit appliquée par la France et avant que le moratoire sur les OGM ne soit mis en place en janvier 2008 »[75].
- Régions : L'UMP présente son annuel « livre noir des régions » reprochant à la gauche, la multiplication des « dépenses clientélistes » au détriment des investissements : « Les trois premières années ont été marquées par une explosion de la fiscalité. À l'approche des élections, c'est à présent la multiplication des dépenses clientélistes de saupoudrage »[76].

Culture
- Environ 15 000 ouvrages militaires provenant de la bibliothèque du cercle mixte des officiers de la garnison de Nancy, dont de prestigieux atlas, sont mis aux enchères. Datant principalement des XIXe et XXe siècles, les livres sont consacrés à l’histoire, les récits de campagne, les études tactiques, l’armement, l’artillerie, les fortifications ou la chirurgie. Les ouvrages les plus rares - environ 3 000 - ont pris directement le chemin du Service historique de la Défense et du Centre mondial de la Paix de Verdun[77].

Affaires diverses
- Val-d'Oise : Une professeur du lycée de Gonesse a été agressée par une bande de « jeunes ». Il s'agit de la douzième agression dans le secteur[78].
- Nord : La police annonce le démantèlement jusqu'au grossiste d'un trafic de speed, une méthamphétamine chimique dangereuse, avec l'aide de repentis entre Niort et Dunkerque[79].

Consommation
- Selon le magazine 60 millions de consommateurs, six des huit détecteurs de fumées les plus vendus sur le marché ne fonctionnent pas correctement, « la majorité des modèles a toujours de gros problèmes de détection des feux: il les détectent trop tard ou pas du tout ». Seuls deux détecteurs avertisseurs autonomes de fumée (Daaf), testés en laboratoires, sont conformes à la norme européenne EN 14604. En 2008, la Direction de la sécurité civile (DSC) a recensé plus de 10 000 victimes d'accidents domestiques. « Les fumées tuent plus que les flammes et une exposition même brève peut entraîner des handicaps à vie »[80].

### Jeudi24 septembre 2009
Affaires diverses
- Les caisses de retraite du Sénat ont perdu 300 000 euros dans l'affaire Madoff, par le biais d'un fonds d'investissement, Phenix Alternative Holdings (groupe AGF-Allianz), dont une partie était indirectement placée chez le financier Madoff[81].
- Pyrénées-Orientales : Deux avions de combat Rafale de la Marine française se sont abîmés en mer Méditerranée à une trentaine de kilomètres à l’est de Perpignan, alors qu'ils regagnaient le porte-avions Charles-de-Gaulle à l'issue d'un vol d'essai sans armement. Un des pilotes a été rapidement repêché[82].
- Seine-Saint-Denis : La police annonce le démantèlement la semaine dernière d'un réseau de trafiquants de cocaïne organisé autour d'une boulangerie de Bobigny. 6 personnes ont été interpellées et 4 kg de drogue, 120 000 euros et une arme de poing ont été saisis[83].

### Vendredi25 septembre 2009
Politique
- Le collectif Morts de la rue annonce qu'au moins 215 SDF sont morts en France depuis le 1er janvier 2009 (liste non exhaustive). En 2008, le collectif avait dénombré les décès d'au moins 337 SDF, soit près d'un par jour[84].
- 500 personnes selon les gendarmes ont manifesté au Mont-Saint-Michel pour protester contre des projets éoliens en bordure de la baie : « Des éoliennes industrielles vont dénaturer ce site classé au patrimoine mondial de l'Unesco. Visibles à plus de 20 km, ces éoliennes culmineraient à 225 m sur les crêtes des rivages qui bordent la baie (...) L'éolien industriel n'est ni viable, ni vivable, ni équitable »[85].

Affaires diverses
- Gironde : La cour d'assises condamne 6 Français à des peines de prison ferme pour fabrication et trafic de faux billets de 20, 50 et 500 euros dont certains ont été retrouvés dans une douzaine de pays d'Europe. Les six hommes appartiennent pour la plupart à la communauté des gens du voyage de Nantes et de la région de Barbezieux[86].
- Pyrénées-Atlantiques : 13 voitures ont été incendiées dans la nuit à Pau dans le quartier difficile de Saragosse[87].

### Samedi26 septembre 2009
Économie
- Le premier ministre François Fillon revoit à la hausse le déficit public en 2009, qui atteindra 140 milliards, soit 8,2 % du PIB.

### Dimanche27 septembre 2009
Politique
- Val-d'Oise : l'UMP Philippe Métézeau remporte l'élection cantonale partielle d'Argenteuil-Est avec 58 % des suffrages, faisant ainsi basculer à droite le conseil général.
- Yvelines : l'UMP Jean-Frédéric Poisson remporte la législative partielle de Rambouillet-10 avec 50,01 % des suffrages en battant Anny Poursinoff (Verts/Europe Écologie).
- Côtes-d'Armor : environ 3 000 personnes se sont réunis à Hillion pour protester contre la prolifération des algues vertes en Bretagne, à l'appel du collectif « Urgence marées vertes ».

Économie
- Selon le ministre du Budget Éric Woerth, le déficit de la Sécurité sociale devrait atteindre « 24 milliards d'euros à la fin de l'année 2009 ».
- Le conseil d'administration de Électricité de France (EDF) a décidé de placer Henri Proglio (PDG de Veolia Environnement) à la tête du groupe public en remplacement de Pierre Gadonneix (66 ans)[88].

Affaires diverses
- Mort à Versailles de Pierre-Christian Taittinger (83 ans), ancien secrétaire d'État aux Affaires étrangères, ancien sénateur et ancien maire pendant 20 ans du XVIe arrondissement de Paris.
- Lot-et-Garonne : Un avion de tourisme, un Piel-Saphir, s'est écrasé au sol  à Cavarc et s'est embrasé, faisant deux morts, dont le pilote et son fils trentenaire[89].
- Un Airbus A380 de Singapore Airlines a connu un problème sur un moteur Rolls Royce et a dû faire demi-tour pour se reposer à l'aéroport de Paris-Charles-de-Gaulle[90].

### Lundi28 septembre 2009
Affaires diverses
- Selon les douanes, 4,5 millions d'articles contrefaits ont été saisis en France depuis le début de l'année, soit une augmentation de 20 % par rapport à la même période de 2009. Les deux tiers des articles saisis proviennent du marché chinois[91].

### Mardi29 septembre 2009
Politique
- Parti socialiste : selon Benoît Hamon, il y a 64 000 adhérents socialistes à jour de cotisation, sur les 200 000 formant le corps électoral de la consultation militante de jeudi[92].
- Seine-Saint-Denis : Un syndicat de police accuse des élus de gauche de mener une « campagne de dénigrement et de calomnie contre la police » alors que « ces mêmes élus ont largement participé à la situation de chaos » qui selon le syndicat « gangrène » ce département[93].

Économie
- La banque BNP Paribas annonce le lancement d'une augmentation de capital de 4,3 milliards d'euros pour rembourser « dès octobre » les 5,1 milliards d'euros d'actions de préférence souscrites le 31 mars 2009 pendant la crise par l’État français, « et lui verser une rémunération de 226 millions d’euros calculée sur 7 mois »[94].

Social
- Le président Nicolas Sarkozy annonce à Avignon l'extension du revenu de solidarité active aux 18-25 ans.
- Le PDG de France Télécom Didier Lombard annonce la suspension du principe de mobilité automatique des cadres.
- Le parti socialiste et parti communiste demandent la démission du PDG de France Télécom, Didier Lombard, au lendemain du 24e suicide chez l'opérateur[95].

Affaires diverses
- Corse : 21 personnes en garde à vue à Bastia dans le cadre d'une enquête sur des affaires de blanchiment d'argent touchant au secteur des jeux et à la bande de la Brise de Mer. Des armes ont été saisies[96].
- Oise : Le maire de Senlis en garde à vue prolongée dans une affaire de financements douteux[97].
- Bouches-du-Rhône : Les quinze gagnants de l'Euro Millions du 18 septembre ont reçu leur prix de 100 millions de la cagnotte exceptionnelle mise en jeu[98].

### Mercredi30 septembre 2009
Politique
- Le projet de loi de finances 2010 prévoit une hausse de 4,1 % de dotations aux organismes de l'audiovisuel public, dont une enveloppe de 458 millions d'euros pour compenser la suppression progressive de la publicité sur France Télévisions (France 2, France 3, France 4, France 5, France Ô). 450 millions d'euros ont été alloués au titre de 2009, mais la somme n'a toujours pas été versée[99].

Économie
- La dette publique de la France (État, sécurité sociale et collectivités locales) a augmenté de 61,1 milliards d'euros au deuxième trimestre 2009 pour atteindre 1428 milliards, soit « approximativement » 73,9 % du PIB[100].
- Guérande : Les paludiers ont connu une bonne production de sel après deux mauvaises années, grâce au beau temps cet été.

Affaires diverses
- Rhône : Un incendie criminel a ravagé un dépôt de bus de 2 500 m2 à Lyon vers 2h30 du matin détruisant 34 autobus et en endommageant 5 autres[101].
- Évasion de Jean-Pierre Treiber : Importante opération  d'interpellations et de perquisitions, à Soppe-le-Bas, à Bourg-sous-Chatel (Haut-Rhin), dans la région de Mulhouse et dans le Territoire de Belfort, où vivent des proches de l'évadé et à Melun (Seine-et-Marne), suspectés d'avoir apporté un soutien logistique à l'évadé[102].
- Corse : Le tribunal d'Ajaccio a condamné  à des peines de prison ferme cinq des huit prévenus dans l'affaire du trafic de yachts entre la France et la Tunisie dans lequel sont impliqués en tant que commanditaires deux neveux par alliance  du président tunisien Zine El Abidine Ben Ali soupçonnés d'être les commanditaires[103].
- Mort de l'universitaire Bruno Lussato (76 ans) spécialiste de l'informatique[104].